# توم سواريز
توم سواريز (بالإنجليزية: Tom Soares)‏ (10 يوليو 1986 بريدنغ في المملكة المتحدة - ) هو لاعب كرة قدم بريطاني في مركز الوسط. شارك مع منتخب إنجلترا تحت 21 سنة لكرة القدم. أما مع النوادي، فقد لعب مع تشارلتون أثلتيك وستوك سيتي وشيفيلد وينزداي وكريستال بالاس ونادي بوري ونادي هيبرنيان.

## وصلات خارجية
- توم سواريز على موقع قاعدة بيانات كرة القدم.إي يو (الإنجليزية)
- توم سواريز على موقع Soccerbase.com (لاعب) (الإنجليزية)
- توم سواريز على موقع Soccerway.com (الإنجليزية)
- توم سواريز على موقع عالم كرة القدم.نت (الإنجليزية)